# Caboc
Caboc – szkocki biały ser o zawartości tłuszczu 67%, produkowany z tłustej śmietany z krowiego mleka bez użycia podpuszczki, a po uformowaniu obtaczany w prażonych płatkach owsianych. Konsystencja sera caboc przypomina ser mascarpone. Uznawany za najstarszy typ sera w Szkocji.